# Epidendrum ibaguense
Epidendrum ibaguense es una especie de orquídea del género Epidendrum. Es nativo del norte de Sudamérica, encontrándose en Colombia,  Venezuela, norte de Brasil y la Guayana Francesa. Su nombre deriva de la ciudad de Ibagué, en Colombia, donde es abundante en las zonas rurales. 

## Descripción
Se trata de una orquídea epífita y ocasionalmente terrestre, de crecimiento monopodial. Tiene un tallo en forma de caña delgado con hojas foliación dicotómica. Su floración varía del color rojo puro hasta amarillo-naranja. Tiene reproducción sexual y asexual (a través de keikis). Muchas veces se confunde con otras especies del género epidendrum.